# Бред Сміт (футболіст, 1994)
Бред Сміт (англ. Brad Smith, нар. 9 квітня 1994, Пенріт, Австралія) — австралійський футболіст, захисник збірної Австралії та американського «Сіетла».

## Клубна кар'єра
Народився в місті Пенріт в Австралії, але в 14 років переїхав з батьками до Англії. Коли він виступав за місцеву аматорську команду, його помітили скаути «Ліверпуля» і запросили до команду.
2010 року перейшов до команди до 18 років. У першому сезоні від зіграв в молодіжній команді у 23 матчах і забив один гол, який у підсумку виявився третім найкращим голом команди в сезоні. Уже в наступному сезоні Сміт став гравцем резервної команди. Він провів 13 матчів, чим заслужив виклик від Брендана Роджерса на передсезонний тур основної команди влітку 2012 до США. Сезон 2012/13 виявився невдалим для Сміта. Після 12 ігор за резерв, він порвав передні хрестоподібні зв'язки і опинився поза футболом на 10 місяців. Повернувся він у жовтні 2013 року, вийшовши в старті в матчі з дублем «Тоттенгема». Спочатку він асистував Раяну Маклафліну, а потім сам забив у ворота суперника.
У різдвяний тиждень кінця 2013 року «Ліверпуль» Сміт був заявлений на матчі з «Манчестер Сіті», в якому так і не вийшов на поле, і з «Челсі», з якими він і дебютував у дорослому футболі в англійській Прем'єр лізі 29 грудня, замінивши у другому таймі травмованого Джо Аллена. Бред не зміг вплинути на підсумок матчу, і «Ліверпуль» зазнав поразки 1:2. Цей матч став єдиним для гравця за основну команду у тому сезоні.
7 серпня 2014 року стало відомо, що Бред Сміт приєднався на правах оренди до кінця сезону 2014/15 до клубу «Свіндон Таун» з Першої ліги, третього за значимістю дивізіону Англії. 9 серпня у поєдинку проти «Сканторп Юнайтед» він дебютував за нову команду. 20 жовтня «Ліверпуль» повернув Бреда назад.
Влітку 2015 року його контракт з клубом закінчився, новий представники Сміта відмовилися підписувати, але ніхто футболістом не зацікавився, а знімати з реєстрації «Ліверпуль» його відмовився. У ньому був зацікавлений «Барнслі», який думав, чи варто платити компенсацію за гравця. В результаті Сміт тренувався з «Барнслі», але в кінці вересня повернувся назад.
Після приходу Юрген Клоппа, якому ігрові якості австралійця сподобались, футболіст підписав новий контракт з клубом. 2 грудня Сміт вийшов на заміну в матчі з «Саутгемптоном» в Кубку ліги і відзначився гольовою передачею, а 10 грудня вперше вийшов у стартовому складі «червоних» в матчі Ліги Європи проти «Сьйона» і відіграв 90 хвилин.

## Виступи за збірні
Незважаючи на те, що Сміт народився в Австралії, він також мав право грати за збірні Англії, оскільки його батьки мали англійське коріння.
2011 року Бред дебютував у складі юнацької збірної Англії і за три роки взяв участь у 13 іграх на юнацькому рівні, відзначившись одним забитим голом. 2011 року у складі збірної Англії (U-17) Сміт взяв участь у юнацькому чемпіонаті світу у Мексиці.
2014 року Сміт зіграв 3 матчі за молодіжну збірну Англії (U-20) на турнірі в Тулоні.
У серпні 2014 року Сміт отримав виклик до національної збірної Австралії на майбутні товариські матчі проти Бельгії та Саудівської Аравії. Футболіст прийняв запрошення виступати за збірну своєї батьківщини. 4 вересня 2014 року дебютував в офіційних матчах у складі збірної в товариському матчі проти Бельгії (0:2).